# Australerythrops paradicei
Australerythrops paradicei är en kräftdjursart som beskrevs av W. M. Tattersall 1928. Australerythrops paradicei ingår i släktet Australerythrops och familjen Mysidae. Inga underarter finns listade i Catalogue of Life.